# Bruckmühle (Harburg)

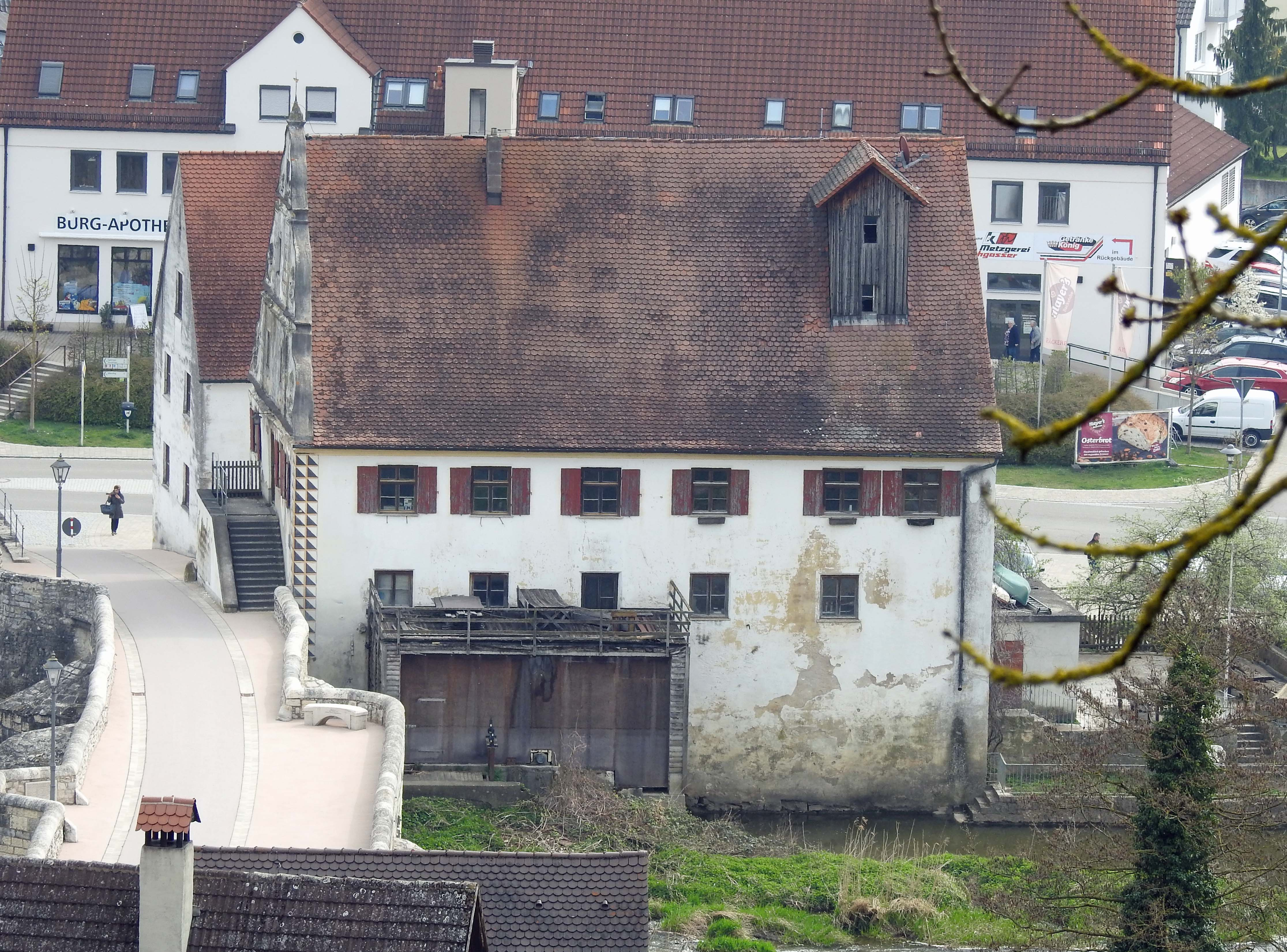
Ehemalige Bruckmühle in Harburg (2019)

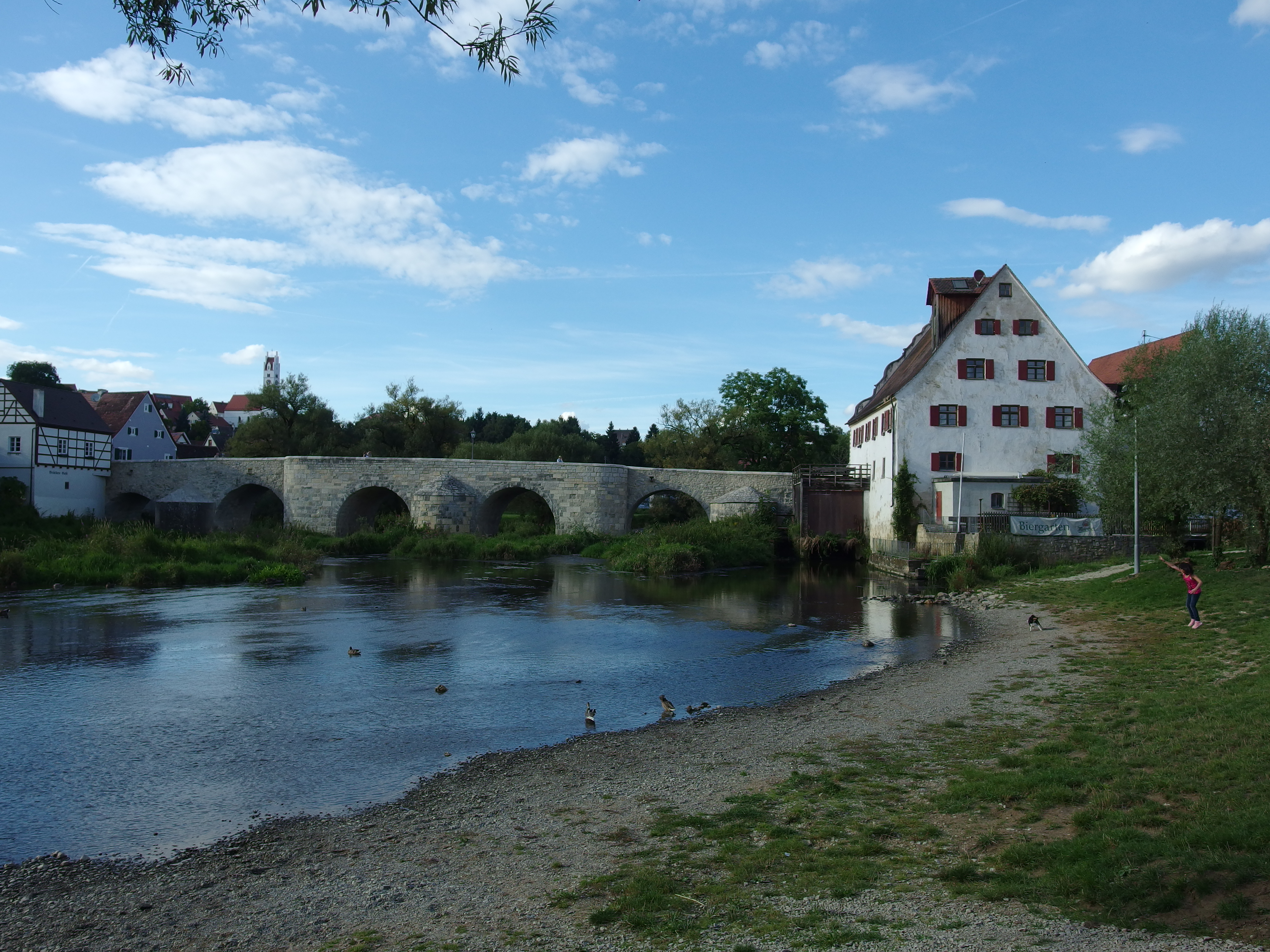
Mühle und Wörnitzbrücke (2014)

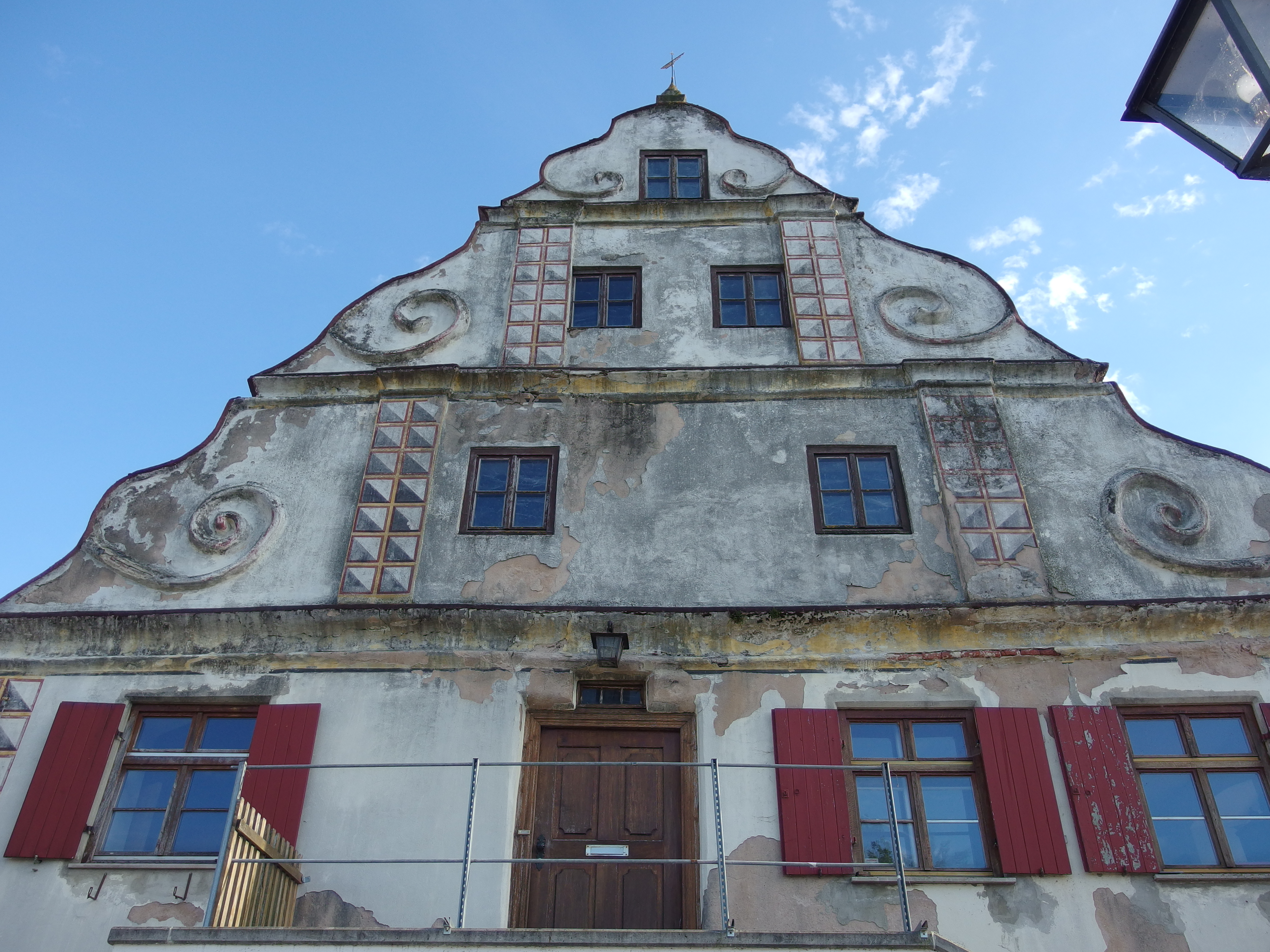
Geschweifter Volutengiebel der Bruckmühle

Die Bruckmühle in Harburg, einer Stadt im schwäbischen Landkreis Donau-Ries in Bayern, wurde 1762 an Stelle eines Vorgängerbaus errichtet. Die vom Wasser der Wörnitz angetriebene ehemalige Mahl- und Sägemühle an der Wörnitzbrücke mit der Adresse Auf der Brücke 6 ist ein geschütztes Baudenkmal.
Der zweigeschossige Satteldachbau mit geschweiftem Volutengiebel, gekehlten Trauf- und Giebelgesimsen hat eine Lisenengliederung im dreigeschossigen Giebelfeld sowie eine Krangaube. Das Obergeschoss hat vier zu sechs Fensterachsen.
Über der Osttür ist ein Wappen mit zwei Löwen mit menschlichem Antlitz und einem Mühlrad angebracht. Die Inschrift lautet: „Johann Matheus Wagner hat diese Mühlen von Grund aufgebaut“.